# From First to Last (álbum)
From First to Last es el tercer álbum de estudio de la banda del mismo nombre, fue lanzado el 6 de mayo de 2008, por Suretone e Interscope Records. Este es el primer álbum con Matt Good como vocalista, el álbum fue grabado en el año 2007, y a pesar de que tuvo una mejor grabación, el álbum fue el peor en cuanto a ventas de la banda. Worlds Away fue el único vídeo del álbum, lanzado el 1 de abril de 2008, Two as One se lanzó en su MySpace en noviembre del 2007, seguido de We All Turn Back to Dust, en enero del 2008, solo en el sitio web de Billboard. We All Turn Back to Dust y I Once Was Lost, But Now Am Profound fueron lanzadas por Hot Topic, el 12 de febrero. Varios temas del álbum, se usaron en videojuegos.

## Listado de canciones
1. "Two as One" - 3:21
2. "The Other Side" - 3:41
3. "Worlds Away" - 4:03
4. "We All Turn Back to Dust" - 4:01
5. "Medicinal Reality" - 3:09
6. "A Perfect Mess" - 4:24
7. "Tick Tick Tomorrow" - 3:27 (También llamada "Swallow")
8. "Deliverance!" - 3.40
9. "I Once Was Lost, But Now Am Profound" - 3:39
10. "Be-Headed (Marathon Man)" - 3:43
11. "In Memorium in Advance" - 1:58

Pistas adicionales
1. "Everything's Perfect" - 2:47 (Bonustrack de Hot Topic)
2. "Worlds Away" (Acústico) - 4:25 (Bonustrack de iTunes)
3. "Tick Tick Tomorrow" (Acústico) - 3:42 (Edición Japonesa y Europea)
4. "Medicinal Reality" (Acústico) - 3:15 (Edición Japonesa)

## Personal
| FFTL - Matt Good - voces, guitarra rítmica - Travis Richter - guitarra principal, coros - Matt Manning - bajo - Derek Bloom - batería, programación, percusión | Músicos adicionales - Ken Pattengale – teclados, sintetizadores, guitarra slide - Lee Dyess – chelo - Ryan Williams – guitarra adicional, teclado adicional Producción - Josh Abraham - producción - Lee Dyess - producción, mezcla, masterización - Ryan Williams - ingeniero de sonido |

## Posicionamiento
| Año  | Lista         | Posición |
| ---- | ------------- | -------- |
| 2008 | Billboard 200 | #81      |